# Jacques Bauduin
Jacques Bauduin is een Belgisch journalist en voormalige politicus voor Ecolo.
Hij werd verkozen in 1999 met Brigitte Ernst en Philippe Defeyt als federaal secretaris van Ecolo tijdens Ecolo's deelname aan de regering. In 2000 werd hij verkozen als gemeenteraadslid van Sint-Jans-Molenbeek en werd hij voorzitter van de raad van bestuur van de cv Le Logement Molenbeekois/Molenbeekse Woningen. 
In 2002 vielen uitspraken van Jacques Bauduin over progressieve frontvorming niet in goede aarde binnen Ecolo, waarna de drie moesten aftreden. Hij was nog kandidaat voor Ecolo op de derde plaats voor de Kamer in 2003, hij was toen 59.
Na de verkiezingsnederlaag van Ecolo en Agalev in 2003 besliste hij deze partij te verlaten en een lidkaart te nemen van de PS van Philippe Moureaux, zoals sommige Agalev'ers toen naar Spirit of de sp.a overstapten. Kort daarna verliet hij volledig de politiek en keerde hij naar zijn job bij de RTBF terug.